# Anarmodia arcadiusalis
Anarmodia arcadiusalis är en fjärilsart som beskrevs av William Schaus 1924. Anarmodia arcadiusalis ingår i släktet Anarmodia och familjen Crambidae. Inga underarter finns listade i Catalogue of Life.